# De Havilland Dragon
O de Havilland Dragon, também conhecido por de Havilland DH.84 Dragon, foi um avião de transporte de passageiros e de treino usado no período entre-guerras e durante a Segunda Guerra Mundial.

## Variantes
- Dragon 1: Biplano médio de transporte bimotor.
- Dragon 2: Versão melhorada. Equipado com janelas de cabine emolduradas e trem de pouso carenado.
- DH.84M Dragon: Versão militar de transporte. Era armado com duas metralhadoras e podia levar seis bombas de 9 quilogramas (19,8 libras). Exportado para Dinamarca, Iraque e Portugal

## Operadores
♠ Operadores originais

### Militares
África do Sul
- Força Aérea da África do Sul

 Austrália
- RAAF♠

 Áustria
- Força Aérea da Áustria de 1927-1938

 Brasil
- Aviação Naval Brasileira

 Dinamarca
- Força Aérea Real da Dinamarca♠ – Dois DH.84 Dragons

 Etiópia
- Força Aérea da Etiópia

 Iraque
- Força Aérea Real do Iraque♠ – Oito DH.84M Dragons

 Irlanda
- Corpo Aéreo Irlandês

 Nova Zelândia
- Força Aérea Real da Nova Zelândia
  - Esquadrão N.° 42 RNZAF

 Portugal
- Força Aérea Portuguesa♠ – Três DH.84 Dragons

 Espanha
- Força Aérea da República Espanhola

 Reino Unido
- Força Aérea Real – Dezessete aeronaves[nota 2]
  - Unidades de Co-operações Anti-Aeronaves[nota 2]
  - Esquadrão N.° 24 da RAF[nota 2]
  - King's Flight♠

 Turquia
- Comando de Mapeamento Geral
- Força Aérea Turca

 Iugoslávia
- Real Força Aérea Jugoslava – Uma aeronave entrou em serviço em militar em Abril de 1940

### Civis
África do Sul
- African Air Transport♠

 Austrália
- Butler Air Transport
- MacRobertson Miller Airlines
- Qantas
- Western Australian Airways♠

 Brasil
- VASP♠

 Canadá
- Canadian Airways

 Egito
- Misrair

 França

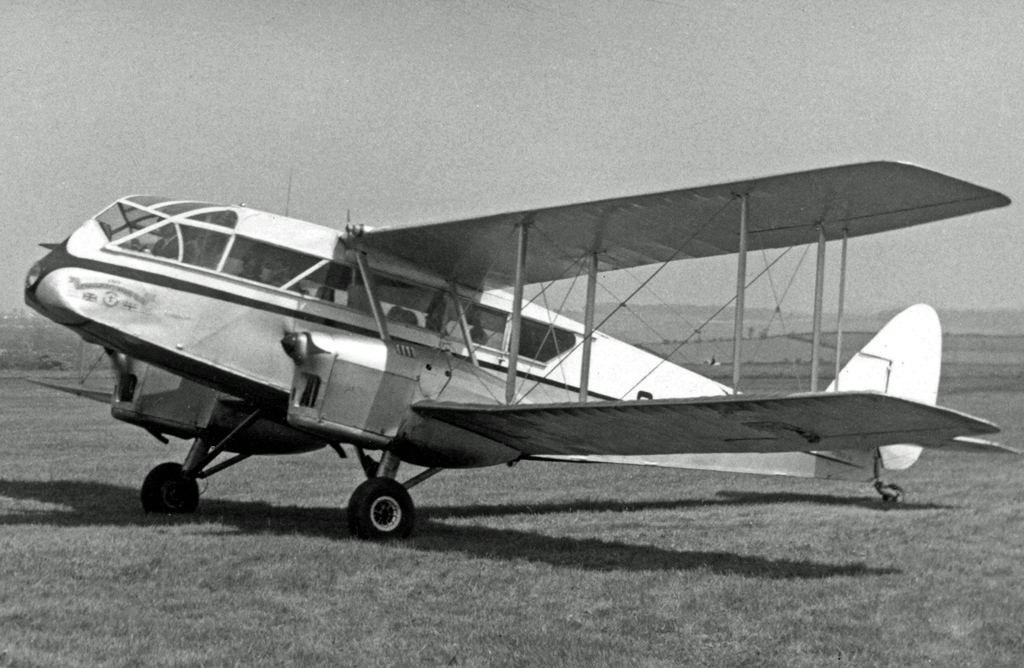
DH.84 Dragon 1 da Air Navigation & Trading (RU) em 1956.

- Lignes Aériennes Nord-Africaines (L.A.N.A.)

 Índia
- Indian National Airways♠

 Irlanda
- Aer Lingus

 Letônia
- Valsts Gaisa Satiksme – Uma aeronave usada para transporte civil

 Nova Zelândia
- Air Travel (NZ) Ltd
- East Coast Airways♠
- Union Airways of N.Z. Ltd

 Quénia
- Wilson Airways♠

 Reino Unido
- Aberdeen Airways♠
- Air Cruises♠
- Air Navigation & Trading
- Air Dispatch
- Allied Airways
- Blackpool and West Coast Air Services♠
- British Airways
- British Continental Airways
- Commercial Air Hire♠
- Great Western & Southern Air Lines
- Highland Airways♠
- Hillman's Airways♠
- Jersey Airways♠
- Midland and Scottish Air Ferries♠
- Northern and Scottish Airlines
- Olley Air Service♠
- Provincial Airways
- Railway Air Services♠
- Scottish Motor Traction♠
- Spartan Airlines
- Western Airways♠